# Аппаратный порт

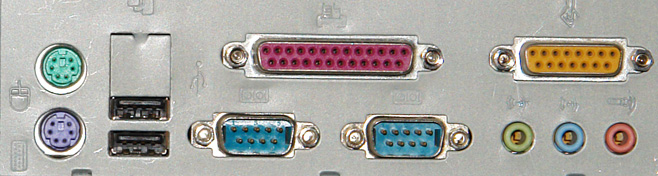
Аппаратные порты компьютера (сверху вниз и слева направо)
PS/2-порты клавиатуры и мыши, 2 USB-порта, 2 COM-порта, LPT-порт, 3 звуковые порта джэк 3,5 мм, игровой порт

Аппаратный порт — специализированный разъём в компьютере, предназначенный для подключения оборудования определённого типа. Обычно портами называют разъёмы, предназначенные для работы периферийного оборудования, существенно разделённого от архитектуры компьютера (например, не называют портами разъёмы PCI/ISA/AGP/VLB/PCI-E-шин, разъёмы для оперативной памяти и процессора). 
Некоторые порты допускают горячее подключение и отключение, другие — обязательно требуют предварительного отключения соединяемого оборудования от электросети.
К аппаратным портам относят:
- Параллельный порт
- Последовательный порт
- порт USB
- PATA/SATA
- разъём IEEE 1394 (FireWire)
- разъём PS/2
- Разъёмы видеоинтерфейсов: VGA, DVI, HDMI, Display Port